# Mystery Train (album)
Pour les articles homonymes, voir Mystery Train.
Albums de Neil Young
Road Rock Vol. 1: Friends and Relatives
(2000) Are You Passionate?
(2002)
Mystery Train est une compilation de Neil Young sortie en 2001.

## Historique
Il s'agit de chansons issues des albums Everybody's Rockin (*), Trans (**), Old Ways (***) et Life (****), toutes produites par le label Geffen entre 1982 et 1987.
Cette compilation n'a guère d'intérêt artistique.
Après le fabuleux Live Rust en 1979, Neil Young est devenu l'un des auteurs essentiels de la décennie.
 Il prend pourtant du recul avec la musique pour mieux se consacrer à sa vie privée, en particulier à son deuxième fils, souffrant comme l'aîné d'un handicap grave. Les albums qu'il continue d'enregistrer sont considérés comme mineurs.
En 1982, il signe un nouveau contrat avec David Geffen qui lui promit une liberté artistique totale... et refusa l'album Island In The Sun au profit de Trans. Le public non informé ne comprend rien à cet album électronique. Le suivant fut à nouveau refusé par Geffen, le prétextant trop country et pas assez rock'n roll. Neil Young fit donc un album rockabilly Everybody's Rockin (1983), au grand dam des fans ! Il n'a pas été achevé, mais est sorti quand même...
Paraissent ensuite des albums très inégaux dont Old Ways en 1985, et Life en 1987. La compilation Mystery Train reprend des titres de cette période.

## Titres
Tous les titres sont de Neil Young sauf mention contraire.
1. Everybody's Rockin' – 1:57 (*)
2. Little Thing Called Love - 3:12 (**)
3. Mystery Train (Junior Parker / Sam Phillips) – 2:47 (*)
4. Around the World - 5,29 (****)
5. California Sunset - 2:57 (***)
6. Like an Inca - 9:48 (**)
7. My Boy - 3:37 (***)
8. Old Ways - 3:09 (***)
9. Rainin' In My Heart (Slim Harpo / Jerry West) – 2:11 (*)
10. Transformer Man -3:19 (**)
11. Bright Lights, Big City (Jimmy Reed) – 2:18 (*)
12. Bound for Glory - 5:49 (***)
13. Betty Lou's Got a New Pair of Shoes (Bobby Freeman) – 3:02 (*)